# 1953年の日本
1953年の日本（1953ねんのにほん）では、1953年（昭和28年）の日本の出来事・流行・世相などについてまとめる。

## できごと
- 1月4日：秩父宮雍仁親王が12年来の胸部疾患の治療中、肝炎の併発により薨去、50歳没。「スポーツの宮様」として国民に親しまれた皇族であった。[1]
- 1月6日：（鶴田浩二襲撃事件）
- 1月12日：（竜門事件）
- 1月20日：岳南鉄道岳南富士岡駅 - 岳南江尾駅間が開業。
- 2月4日：（第一大邦丸事件）
- 2月6日：（石和事件）
- 2月19日：（別府市警察署事件）
- 3月5日：ソ連首相のヨシフ・スターリンの死去により日経平均株価が大幅に下落。下落率は当時最大の10%に及んだ。
- 3月14日：吉田茂首相の「バカヤロー」発言が元で、内閣不信任案が可決、即日衆議院解散になった。[2]
- 3月17日：（栃木雑貨商一家殺害事件）
- 3月23日：1947年以降、内戦のため途絶していた中国からの引き揚げが再開された。10月の第7次引き揚げまで2万6026人が帰国した。[3]
- 3月26日：宇和島線吉野生駅 - 江川崎駅間開業。
- 4月1日から4月6日：第25回選抜高等学校野球大会。優勝は洲本（兵庫県）。
- 4月10日：（日章丸事件）
- 4月19日：第26回衆議院議員総選挙実施。
- 4月24日：第3回参議院議員通常選挙実施。
- 4月29日から6月1日：（京都旭丘中学事件）
- 5月から9月：（日産争議）
- 5月21日：第4次吉田内閣総辞職、第5次吉田内閣成立。
- 5月31日：名鉄起線がこの日限りで休止（翌1954年6月1日付で正式に廃止）。
- 6月2日：明仁上皇（当時、皇太子）が父・昭和天皇の名代として、ロンドンのウエストミンスター寺院で行われた英女王エリザベス2世の戴冠式に参列した。前後してイギリス各地の視察、西欧各国の親善訪問、ドワイト・D・アイゼンハワー米国大統領との歓談を行った。[4]
- 6月15日：石川県河北郡内灘村の砂丘で、日米行政協定に基づく在日米軍の試射第1弾に対し、村民が座り込みを強行、労組・全学連が加わり、流血の惨事となった。これはその後の基地反対闘争の先駆けとなった。9月15日、知事の斡旋により「3年間で使用中止」案がまとまり解決した。[5]
- 7月：（バー・メッカ殺人事件）
- 8月3日：（戦争犯罪による受刑者の赦免に関する決議）
- 8月5日：1949年より休止中となっていた羽後交通横荘線二井山駅 - 老方駅間が廃止。
- 8月8日：（ラズエズノイ号事件）
- 8月13日から8月20日：第35回全国高等学校野球選手権大会（夏の甲子園）。優勝は松山商（愛媛県）。
- 9月：（国際理論物理学会）
- 10月5日から30日：（池田・ロバートソン会談）
- 10月22日：湧網西線と湧網東線が佐呂間駅 - 下佐呂間駅間の開業により一本の路線で結ばれ、湧網線と改称される。
- 10月24日：（保全経済会事件）
- 11月：リチャード・ニクソン米副大統領夫妻が世界旅行の一環として来日した。池田・ロバートソン会談の直後だったため、注目を集めた。[6]
- 11月5日：（徳島ラジオ商殺し事件）
- 11月8日：松前線渡島大沢駅 - 松前駅間開業。
- 11月11日：（荒神橋事件）
- 11月16日：関西電力が所有する宇奈月 - 欅平間の専用鉄道を地方鉄道として開業（現・黒部峡谷鉄道）。
- 12月1日：11月にシベリア抑留者の釈放交渉がソビエト連邦赤十字社とまとまり、811人がシベリアの収容所から第1陣として帰国した。[3]
- 12月12日：（青森県新和村一家7人殺害事件）

## 社会

### 政治
朝鮮戦争中の1952年1月に大韓民国の李承晩大統領が一方的に設定した水域境界線「李承晩ライン」が、外交問題となる。これは、水域内の日本漁船拿捕、日本領の竹島を域内に含めていた。これらの問題は1965年の日韓基本条約調印まで懸案となった。

### 金融
10月、保全経済会が株価の暴落で配当不能により休業した。保全経済会は、街の利殖金融機関として、15万人から45億円を集めていた。1954年1月、同会の理事長は、詐欺・外為法違反容疑で逮捕され、懲役10年の判決を受けた。

## 天候・天災・観測等
初夏から秋にかけて風水害が発生し、被害総額が7000億円にのぼった。主な風水害は、6月7日のジュディ台風、6月25日からの西日本水害、7月18日の紀州大水害、8月15日の南山城豪雨と多羅尾豪雨、9月25日の台風13号など。
異常気象により稲作が1934年（東北凶作）以来の凶作となった。本州で8月になってもオホーツク気団が停滞し、日照不足・イモチ病の発生・台風13号の影響により、好転しかけた食糧事情を暗転させた。

## 文化と芸術
- ラジオ[カテゴリ 1]
- テレビ[カテゴリ 2]

## 誕生
誕生した事に特筆性のある人物等（世襲制の跡継ぎや動物の繁殖例など）を記載しています。
それ以外については、一覧記事やカテゴリ:1953年生を参照してください。

## 死去
年末年始の新聞などの振り返り記事を元に代表的な人物を取り上げています。
それ以外については、一覧記事やカテゴリ:1953年没を参照してください。